# Стуженко Василь Васильович
Васи́ль Васильо́вич Стуже́нко (* 1982) — старший солдат Збройних сил України; учасник російсько-української війни. Учасник Ігор нескорених-2020.

## З життєпису
Народився 1982 року в місті Кривий Ріг. Працював у продовольчому відділі «Ашану». Доглядав за батьками-пенсіонерами.
У часі війни мобілізований 18 травня 2014 року. 6 червня у складі 40-го батальйону «Кривбас» потрапив у зону боїв. Перебував у райцентрі Старобешеве, біля кордону з РФ. Виконував завдання охорони блокпостів. Спільно з товаришами доставляв провіант і набої в район Іловайська. 24 серпня група з восьми бійців поверталася з чергового завдання, на них напали сепаратисти. У бою втратив руку і ногу, уламок снаряда пробив голову; однак поранений боєць і далі стріляв по ворогах. Відповз від палаючої машини і ще довго чекав на своїх. Його доправили до лікарні Мечникова, де медики «підлатали» й через декілька днів відправили до Києва.
Майже три роки після поранення частину його мозку прикривала тільки шкіра. У 2017-му медики з лікарні ім. Мечникова відсутню частину черепа замінили титановим імплантатом; усі витрати на операцію та виготовлення самої пластини вони взяли на себе. Після цього й далі займався спортом.
Призер Ігор нескорених-2020.

## Нагороди
- Орден «За мужність» III ступеня[3]